# By Dawn's Early Light
By Dawn's Early Light er en amerikansk film fra 1990 af Jack Sholder.

## Medvirkende
- Powers Boothe som Cassidy
- Rebecca De Mornay som Moreau
- James Earl Jones som Charlie
- Martin Landau
- Darren McGavin
- Rip Torn som Fargo
- Jeffrey DeMunn
- Peter MacNicol som Tom Sedgwick